# Pavel IV. Pálffy z Erdődu
Pavel (IV.) Pálffy z Erdődu (maďarsky Erdődi gróf Pálffy Pál; 1580 Prešpurk (Bratislava) nebo 19. ledna 1592 hrad Červený Kameň / Bibersburg – 6. listopadu 1653 Prešpurk (Bratislava)) byl uherský šlechtic z rodu Pálffyů z Erdődu, od roku 1649 zastával úřad uherského palatina.

## Život
Pavel Pálffy se narodil jako třetí syn polního maršála Mikuláše Pálffyho z Erdődu a jeho manželky Marie Magdaleny Fuggerové, dcery svobodného pána Markuse Fuggera z Augsburgu a jeho manželky hraběnky Sybily z Ebersteinu.
V roce 1625 byl Pálffy zvolen předsedou Uherské dvorské kanceláře. V roce 1630 byl státními úřady pověřen dozorem nad Bratislavským hradem, který předtím roce 1593 vyhořel.  Dne 6. února 1646 byl Pálffy jmenován hlavním zemským soudcem (Judex Curiae).
Pavel Pálffy z Erdődu byl dědičný pán v Bibersburgu, hrabě z Plassensteinu (Plavecké Podhradie), rytíř řádu zlaté ostruhy, od roku 1650 také rytíř řádu zlatého rouna. Zastával úřad skutečného tajného rady a nejvyššího komorníka. Po smrti svých dvou starších bratrů, Štěpána a Jana, v roce 1646 se stal vrchním županem Prešpurské župy a v roce 1635 dědičným hejtmanem královského hradu bratislavského královského hradu a nakonec palatinem a královským místodržitelem v Uhrách. 

## Manželství a rodina
Dne 26. července 1629 se oženil s Marií Františkou hraběnkou z Khuenovou z Belasy. Z manželství se narodili dva synové a jedna dcera:
- 1. Jan III. Antonín (1642 – 29. listopadu 1694), hejtman královského hradu v Bratislavě, poprvé ženatý s Annou Terezií hraběnkou Nádasdyovou, podruhé s Marií Eleonore hraběnkou Mollarthovou [7]
- 2. Magdalena Terezie (1644–1684) provdaná za Augusta z Zinzendorfu
- 3. Jan Karel (4. prosince 1645 – 3. listopadu 1694), císařský polní maršál v Miláně, ženatý se Zdeňkou Anežkou z Lichtenštejna († 1721)

Pavla lze považovat za zakladatele rozkvětu rodu Pálffyů. Se získáním úřadu dědičného titulu nejvyššího župana a purkrabího (zámecký hrabě/Schlossgraf), bylo umožněno i nabytí panství. Díky seniorátu získal Pavel bratislavské Podhradí. Na Žitném ostrově vlastnil několik měst a významná panství Plavecké Podhradie, Malacky, Bojnice a Děvín a v Dolním Rakousku panství Marchegg.
Pavel IV. Pálffy z Erdődu zemřel 25. listopadu 1653 v Bratislavě a byl pohřben do rodové hrobky Pálffyů v tamní katedrále sv. Martina, kterou nechala zřídit jeho matka.